# Twentieth Century Motor Car Corporation
Twentieth Century Motor Car Corporation – amerykańskie przedsiębiorstwo z siedzibą w Burbank działające w latach 1974–1975, planujące bez powodzenia produkcję samochodów osobowych. Jedno z pierwszych skandalizujących przedsięwzięć w motoryzacji, które określano później mianem vaporware.

## Historia

### Dale
Wybuchły w 1973 roku kryzys naftowy wywołał zainteresowanie tanimi i ekonomicznymi samochodami, z czego skorzystać chciały nie tylko duże koncerny motoryzacyjne, ale i powstałe na fali tych wydarzeń drobne amerykańskie przedsiębiorstwa z nietypowymi pomysłami na oszczędne samochody miejskie. Jedną z takich inicjatyw było założone w kalifornijskim Burbank w 1974 roku Twentieth Century Motor Car Corporation z inicjatywy Geraldine Elizabeth Carmichael, która chciała zbudować niewielki, trójkołowy samochód o futurystycznej stylizacji i niskim średnim zużyciu paliwa. W inicjacji przedsięwzięcia pomógł projektant i konstruktor Dale Clift, którego wcześniej zbudowane prototypy posłużyły za bazę dla sztandarowego projektu Twentieth Century Motor Car Corporation – Dale.
Agresywna kampania promocyjna obejmująca amerykańskie media, a także nośne hasła wskazujące na przełomowość projektu trójkołowego pojazdu pozwoliły wzbudzić szerokie zainteresowanie przedsięwzięciem niedługo po jego powstaniu. W listopadzie 1974 Carmichael w wywiadzie dla Chicago Sun-Times stwierdziła, że rzuca wyzwanie General Motors, Fordowi i Chryslerowi, chcąc „pokazać im jak buduje się samochody” oraz „rządy w branży motoryzacyjnej niczym królowa”. Szczyciła się milionami dolarów pozyskanymi od anonimowych inwestorów, zakładami produkcyjnymi o powierzchni 14 tysięcy metrów kwadratowych, a także 100-osobowym zespołem pracowników. Sam dale miał być tani (ok. 2000 ówczesnych dolarów ceny), zaawansowany technicznie, rekordowo lekki (mniej niż 450 kg wagi) i ekonomiczmy, zużywając średnio ok. 3,4 litra paliwa na 100 kilometrów. Dwucylindrowy silnik miało dostarczyć BMW. Niski środek ciężkości miał zapewniać stabilność i czynić potencjalne wywrócenie się przez trójkołowy pojazd niemożliwym. W pierwszym roku mającej rozpocząć się prędko produkcji Carmichael deklarowała, że zbudowane zostanie 88 tysięcy pojazdów, a w kolejnym roku – już 250 tysięcy.
Ambitne plany przedsięwzięcia Elizabeth Carmichael skupiły się na produkcie Dale, jednak poza nim opracowano szkice także jeszcze dwóch kolejnych trójkołowych pojazdów z obszerniejszym nadwozie. Pierwszym był Revelle, a drugim – Vanagen, które nie wkroczyły nawet do fazy fizycznych prototypów. Ostatecznie zbudowano jeden niejeżdżący prototyp Dale, który w 1975 roku wystawiono na Los Angeles Auto Show, a także podczas teleturnieju „The Price Is Right” w tym samym roku.

### Oszustwo, skazanie i śledztwo
Entuzjastyczne i ambitne zapowiedzi Elizabeth Carmichael szybko uległy weryfikacji po zainteresowaniu się jej osobą przez kalifornijski departament nadzoru nad przedsiębiorstwami. Śledczy wykazali, że Carmichael, jak odkryto transpłciowa kobieta, jest poszukiwaną przestępczynią jeszcze z okresu sprzed korekty płci, na początku lat 60. będąc oskarżoną o fałszerstwa i ucieczkę po wpłaceniu kaucji. Podczas projektu Dale, Carmichael pozująca na panią domu i matkę 4 dzieci, fabrykowała z kolei informacje o rzekomym inżynierskim wykształceniu, sprzedawała nieistniejące samochody klientom i robiła to bez posiadania stosownej stanowej licencji. Inny stanowy urząd regulujący wytwarzanie samochodów wykazał z kolei, że Twentieth Century Motor Car Corporation nie ma pozwolenia na produkcję samochodów, kwestionując to, czy firma w ogóle pracowała nad gotowymi pojazdami. Zakłady produkcyjne, o których Carmichael mówiła w wywiadach prasowych, okazały się być opuszczonym lotniskiem, w którego hangarach nie znaleziono jednak żadnego osprzętu wskazującego na choćby planowanie produkcji.
Przedsięwzięcie upadło zaledwie rok po powstaniu, w 1975 roku, w efekcie zatrzymania Elizabeth Carmichael w kwietniu tego roku. Przed ujęciem przez policję uciekała ona przez różne regiony Stanów Zjednoczonych, przeprowadzając się jeszcze w czasie śledztwa najpierw z Los Angeles do Dallas, a gdy podejmowano się już jej ujęcia, to znajdowała się w Miami. Po przetransportowaniu jej z powrotem do Kalifornii, Carmichael została skazana za oszustwo, kradzież i spisek. Po wpłaceniu 50 tysięcy dolarów kaucji, przez kolejne 4 lata odwoływała się ona od wyroku i wniosek ten oddalano. W kolejnym roku stawiła się ona sądzie i uciekła, zniknając z uwagi opiii publicznej na kolejną dekadę. Sprawa powróciła do amerykańskiej przestrzeni medialnej dopiero w 1989 roku, kiedy to historii Dale poświęcony został jeden z odcinków amerykańskiego programu śledczego „Unsolved Mysteries”.
Tuż po emisji programu okazało się, że przez całe lata 80. Carmichael pracowała pod fałszywą tożsamością jako florystka w małej społeczności w Hrabstwie Caldwell w Teksasie. Ponownie doprowadziło to do jej schtywania, skazania i zamknięcia w więzieniu w Kalifornii. Pierwotny wyrok 32 miesięcy, po dwóch latach został skrócony i Carmichael zwolniono warunkowo z 3-letnim okresem obserwacji. Jedyna zachowana sztuka Dale trafiła w międzyczasie do Petersen Automobile Museum w Los Angeles, a Carmichael zmarła na nowotrór w 2004 roku.

### Dokument HBO
Niespełna 20 lat po śmierci Carmichael i pół wieku po skandalu wokół Twentieth Century Motor Car Corporation, historia oszustwa została przypomniana przez film dokumentalny „The Lady and the Dale” wyprodukowany przez HBO. Czteroodcinkowa seria, której premiera miała miejsce 31 stycznia 2021, przedstawiła kulisy skandalu, ale i skoncentrowała się na problematyce transpłciowości Carmichael oraz tego, jak mogło to rzutować na stosunek dziennikarzy, prokuratorów i polityków oraz w konsekwencji – surowość wyroku sądowego za wykazane nadużycia.

## Modele samochodów

### Prototypy
- Dale (1975)